# Josie Knight
Josie Knight (* 29. März 1997 in Daingean Uí Chúis) ist eine irisch-britische Radsportlerin.

## Sportliche Laufbahn
2014 errang Josie Knight bei den Bahn-Europameisterschaften der Junioren die Silbermedaille in der Einerverfolgung. Im Jahr darauf startete sie im Alter von 18 Jahren als jüngstes Mitglied des irischen Teams mit Melanie Spath, Lydia Boylan und Eimear Moran bei den Bahn-Europameisterschaften im schweizerischen Grenchen in der Mannschaftsverfolgung. Das irische Team belegte Rang sechs.
Ende 2018 schloss sich Knight, die britische Eltern hat, aber in Irland geboren und aufgewachsen ist, dem britischen Radsportverband British Cycling als „Gast“ an. Bei den Europaspielen 2019 in Minsk errang sie mit dem britischen Frauen-Vierer in der Mannschaftsverfolgung Silber.
Die Britinnen Josie Knight, Katie Archibald, Laura Kenny und Neah Evans fuhren im November 2020 bei der Bahn-EM in der Mannschaftsverfolgung mit 4:10,437 Minuten bis auf 0,199 Sekunden an den vier Jahre alten Weltrekord von den Olympischen Spielen 2016 in Rio heran, als das britische Team Gold gewann. Bei den Olympischen Spielen 2020 in Tokio errang sie mit Archibald, Evans, Kenny und Elinor Barker die Silbermedaille in der Mannschaftsverfolgung.
2022 errang der britische Vierer mit Knight bei den Commonwealth Games Bronze und bei den Weltmeisterschaften Silber. Bei der WM belegte sie zudem in der Einerverfolgung Rang drei. 2023 wurde das Team sowohl Europa- wie auch Weltmeister. Im Juli 2024 wurde sie für die Olympischen Spiele in Paris nominiert, wo sie mit dem Team die Bronzemedaille in der Mannschaftsverfolgung gewann.

## Erfolge
2014
- Junioren-Europameisterschaft – Einerverfolgung

2016
- Irische Meisterin – Omnium

2019
- Europaspiele – Mannschaftsverfolgung (mit Megan Barker, Jennifer Holl und Jessica Roberts)

2020
- Britische Meisterin – Einerverfolgung, Mannschaftsverfolgung (mit Anna Docherty, Jenny Holl und Ella Barnwell)
- Europameisterin – Mannschaftsverfolgung (mit Laura Kenny, Katie Archibald und Neah Evans)

2021
- Olympische Spiele – Mannschaftsverfolgung (mit Katie Archibald, Neah Evans, Laura Kenny und Elinor Barker)
- Weltmeisterschaft – Mannschaftsverfolgung (mit Megan Barker, Neah Evans und Katie Archibald)

2022
- Commonwealth Games – Mannschaftsverfolgung (mit Laura Kenny, Madelaine Leech und Sophie Lewis)
- Weltmeisterschaft – Mannschaftsverfolgung (mit Katie Archibald, Neah Evans, Anna Morris und Megan Barker)
- Weltmeisterschaft – Einerverfolgung

2023
- Europameisterin – Mannschaftsverfolgung (mit Katie Archibald, Neah Evans, Anna Morris und Elinor Barker)
- Europameisterschaft – Einerverfolgung
- Nations Cup in Milton – Mannschaftsverfolgung (mit Katie Archibald, Anna Morris, Megan Barker und Jessica Roberts)
- Weltmeisterin – Mannschaftsverfolgung (mit Katie Archibald, Elinor Barker, Anna Morris und Megan Barker)

2024
- Europameisterin – Einerverfolgung
- Europameisterschaften – Mannschaftsverfolgung (mit Jessica Roberts, Neah Evans, Anna Morris und Megan Barker)
- Nations Cup in Milton – Mannschaftsverfolgung (mit Katie Archibald, Neah Evans, Megan Barker und Jessica Roberts)
- Olympische Spiele – Mannschaftsverfolgung (mit Elinor Barker, Anna Morris und Jessica Roberts)
- Weltmeisterin – Mannschaftsverfolgung (mit Megan Barker, Katie Archibald, Anna Morris und Jessica Roberts)